# Lekcjonarz 18
Lekcjonarz 18 (według numeracji Gregory-Aland), oznaczany przy pomocy siglum ℓ 18 – rękopis Nowego Testamentu pisany uncjałą na pergaminie w języku greckim z XII wieku. Służył do czytań liturgicznych.

## Opis rękopisu
Kodeks zawiera wybór lekcji z Ewangelii do czytań liturgicznych, na 276 pergaminowych kartach (30,5 cm na 25 cm). Znaczna część kart kodeksu zaginęła, Lekcjonarz zaczyna się od tekstu Jana 4,53. Lekcje pochodzą z Ewangelii Jana, Mateusza i Łukasza.
Tekst rękopisu pisany jest dwoma kolumnami na stronę, 21-24 linijek w kolumnie.

## Historia
Paleograficznie datowany jest na wiek XII. Rękopis badał w niektórych partiach John Mill (jako Bodleianus 4) oraz Johann Jakob Griesbach.
Obecnie przechowywany jest w Bodleian Library (Laud. Gr. 32) w Oksfordzie.
Rękopis jest rzadko cytowany w naukowych wydaniach greckiego Novum Testamentum Nestle-Alanda (UBS3).